# Palhinhaea riofrioi
Palhinhaea riofrioi là một loài thực vật có mạch trong Họ Thạch tùng. Loài này được (Sodiro) Holub mô tả khoa học đầu tiên năm 1991.